# Robelis Despaigne
Pour les articles homonymes, voir Despaigne.
Robelis Despaigne, né le 9 août 1988 à Santiago de Cuba, est un taekwondoïste cubain. Il est détenteur d'une médaille de bronze olympique, d'une médaille d'or aux Jeux d'Amérique centrale et des Caraïbes et est vice vice-champion du monde à deux reprises.
En 2022, il entame une reconversion dans les arts martiaux mixtes. Il combat actuellement dans la division des poids lourds de l'Ultimate Fighting Championship.

## Carrière dans le taekwondo
Robelis Despaigne est médaillé de bronze aux Jeux olympiques d'été de 2012 à Londres dans la catégorie des plus de 80 kg.

## Carrière dans les arts martiaux mixtes
Robelis Despaigne fait ses débuts professionnels en MMA au sein du Titan Fighting Championships (en). Le 3 juin 2022, il dispute et remporte son premier combat professionnel par KO technique au 1er round face à Katuma Mulumba.
Il dispute 3 combats en 2023, qu'il remporte tous par KO au 1er round pour un cumulé total de 19 secondes d'affrontement.
En décembre 2023, avec un palmarès de 4 victoires par KO pour 4 combats, Robelis Despaigne signe avec l'Ultimate Fighting Championship (UFC),,,.
Il dispute son premier combat dans la fédération le 9 mars 2024 contre l'Américain Josh Parisian (en), qu'il remporte par KO au 1er round au bout de 18 secondes de combat, décrochant son premier bonus de Performance de la soirée par la même occasion.

## Palmarès dans les arts martiaux mixtes
| 7 combats      | 5 victoires | 2 défaites |
| Par KO         | 5           | 0          |
| Par soumission | 0           | 0          |
| Sur décision   | 0           | 2          |

| Résultat | Record | Adversaire          | Méthode                                       | Événement                              | Date              | Round | Temps | Lieu                            | Notes                     |
| -------- | ------ | ------------------- | --------------------------------------------- | -------------------------------------- | ----------------- | ----- | ----- | ------------------------------- | ------------------------- |
| Défaite  | 5-2    | Austen Lane         | Décision unanime                              | UFC Fight Night: Pereira vs. Hernandez | 19 octobre 2024   | 3     | 5:00  | Las Vegas, Nevada, États-Unis   |                           |
| Défaite  | 5-1    | Waldo Cortes-Acosta | Décision unanime                              | UFC on ESPN: Lewis vs. Nascimento      | 11 mai 2024       | 3     | 5:00  | St. Louis, Missouri, États-Unis |                           |
| Victoire | 5-0    | Josh Parisian       | TKO (coups de poing)                          | UFC 299                                | 9 mars 2024       | 1     | 0:18  | Miami, Floride, États-Unis      | Performance de la soirée. |
| Victoire | 4-0    | Miles Banks         | KO (coup de poing)                            | Fury FC 84                             | 3 décembre 2023   | 1     | 0:04  | Houston, Texas, États-Unis      |                           |
| Victoire | 3-0    | Stevie Payne        | KO (coup de pied circulaire et coup de poing) | Fury Challenger Series 7               | 24 septembre 2023 | 1     | 0:03  | Houston, Texas, États-Unis      |                           |
| Victoire | 2-0    | Travis Gregoire     | TKO (coups de poing)                          | Fury FC 80                             | 25 juin 2023      | 1     | 0:12  | Houston, Texas, États-Unis      |                           |
| Victoire | 1-0    | Katuma Mulumba      | TKO (coups de poing)                          | Titan FC 77                            | 3 juin 2022       | 1     | 4:54  | Miramar, Floride, États-Unis    | Début en poids lourds.    |